# Radicaal 145
Radicaal 145 is een van de 29 van de 214 Kangxi-radicalen dat bestaat uit zes strepen.
In het Kangxi-woordenboek zijn er 607 karakters die dit radicaal gebruiken.

## Karakters met het radicaal 145

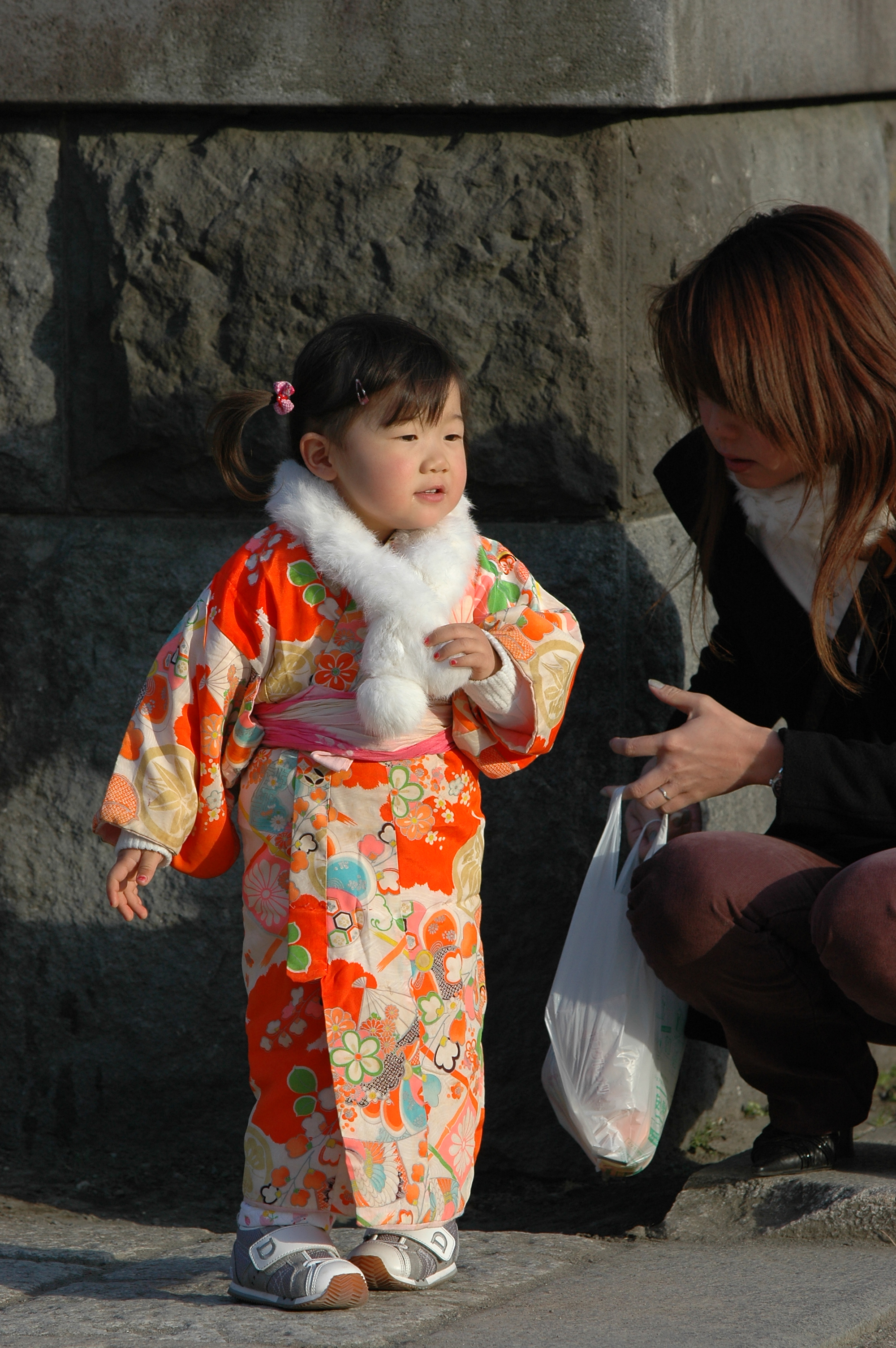
Japanse kimono.

| Strepen | Karakter |
| ------- | --- |
| + 0     | 衣 衤 |
| + 2     | 补 |
| + 3     | 衦 衧 表 衩 衪 衫 衬 |
| + 4     | 衭 衮 衯 衰 衱 衲 衳 衴 衵 衶 衷 衸 衹 衺 衻 衼 衽 衾 衿 袀 袁 袂 袃 袄 袅 袆 袇                                          |
| + 5     | 袈 袉 袊 袋 袌 袍 袎 袏 袐 袑 袒 袓 袔 袕 袖 袗 袘 袙 袚 袛 袜 袝 袞 袟 袠 袡 袢 袣 袤 袥 袦 袧 袨 袩 袪 被 袬 袭 袮袯 袰 |
| + 6     | 袱 袲 袳 袴 袵 袶 袷 袸 袹 袺 袻 袼 袽 袾 袿 裀 裁 裂 裃 裄 装 裆 裇 裈 裉                                                |
| + 7     | 裊 裋 裌 裍 裎 裏 裐 裑 裒 裓 裔 裕 裖 裗 裘 裙 裚 裛 補 裝 裞 裟 裠 裡 裢 裣 裤 裥 裦 裧                                 |
| + 8     | 裨 裩 裪 裫 裬 裭 裮 裯 裰 裱 裲 裳 裴 裵 裶 裷 裸 裹 裺 裻 裼 製 裾 裿 褀 褁 褂 褃 褄 褐                                 |
| + 9     | 褅 褆 複 褈 褉 褊 褋 褌 褍 褎 褏 褑 褒 褓 褔 褕 褖 褗 褘 褙 褚 褛 褜 褝                                                   |
| + 10    | 褞 褟 褠 褡 褢 褣 褤 褥 褦 褧 褨 褩 褪 褫 褬 褭 褮 褯 褰 褱 褲 褴                                                         |
| + 11    | 褳 褵 褶 褷 褸 褹 褺 褻 褼 褽 褾 褿 襀 襁 襂 襃 襄 襅 襔                                                                  |
| + 12    | 襆 襇 襈 襉 襊 襋 襌 襍 襎 襏 襐 襑 襒 襓 襕 襖                                                                           |
| + 13    | 襗 襘 襙 襚 襛 襝 襞 襟 襠 襡 襢                                                                                          |
| + 14    | 襜 襣 襤 襥 襦 襧 襨 |
| + 15    | 襩 襪 襫 襬 襭 襮 |
| + 16    | 襯 襰 襱 襲 |
| + 17    | 襳 襴 襽 |
| + 18    | 襵 襶 襷 |
| + 19    | 襸 襹 襺 襻 襼 |

Orakelbotkarakter
Bronskarakter
Groot zegelkarakter
Klein zegelkarakter